# 慕容儁
燕景昭帝慕容儁（319年—360年2月23日），字宣英，鮮卑名賀賴跋，昌黎棘城（今遼寧義縣）鲜卑人，五胡十六國時代前燕開國皇帝，前燕追尊文明帝慕容皝次子。慕容儁即位時仍名義上為東晉的燕王，然而於永和八年（352年）正式稱帝獨立。慕容儁在位期間消滅了冉魏，入據原本由後趙所佔領的中原地區，勢力大增，並移都鄴城，終與南方的東晉和關中的前秦政權三足鼎立。

## 生平

### 燕王世子
慕容儁博覽群書，有文武才幹，曾領兵攻略段部鮮卑並大勝而還。咸康七年（341年），東晉封慕容皝為燕王，亦以慕容儁為燕王世子，假節、安北將軍、東夷校尉、左賢王。

### 虎視中原
永和四年九月丙申日（348年10月25日），慕容皝去世。十一月甲辰日（349年1月1日），太子慕容儁繼襲燕王爵位。派使臣到建康向東晉報告了喪事。他還任命弟弟慕容友為左賢王，任命左長史陽鶩為郎中令。次年（349年）稱元年，仍不用東晉年號。同年後趙皇帝石虎去世，諸子爭位令國內大亂，慕容儁圖謀奪取中原土地，於是以慕容垂為前鋒都督、建鋒將軍，另外任命慕容恪為輔國將軍、慕容評為輔弼將軍和陽騖為輔義將軍，人稱三輔。挑選了二十多萬精兵等待時機。而同年東晉朝廷亦任命慕容儁為使持節、侍中、大都督、都督河北諸軍事、幽冀并平四州牧、大將軍、大單、燕王，並依慕容廆和慕容皝的先例能承制封拜官員，在東晉授命下正式繼承了對遼東的管治。

### 伺機南擴
永和六年（350年），後趙大將軍冉閔在鄴城稱帝，慕容儁亦乘機兵分三路南攻，自己親自率中軍出兵盧龍，攻下了薊城，並遷都至薊。因慕容儁聽從慕容垂不要坑殺薊城士卒的勸言，故得中原士民歸附。其他幽州郡縣多亦奪取，慕容儁於是設置幽州諸郡縣的官員。後慕容儁意圖進攻後趙幽州刺史王午和征東將軍鄧恆所守的魯口，不過被其將鹿勃早夜襲，雖然最終成功擊退對方，不過軍隊鋒銳已因這次突襲而受挫，只得暫緩戰事，返回薊城。不久代郡人趙榼率三百餘家叛歸後趙，慕容儁於是遷廣寧、上谷二郡人到徐無，代郡人到凡城，以防其再次叛歸後趙。不過，慕容儁亦南攻冀州，攻下了章武、河間二郡。
另一方面，守襄國的後趙皇帝石祗自永和六年起就被冉閔所圍攻。圍困百多日後，石祗被逼於永和七年（351年）向前燕求援，並許以傳國璽作交換。慕容儁欲得傳國璽，於是相信了後趙並派了悅綰救援襄國。同年冉閔被擊敗，襄國之圍解除，但悅綰沒有獲得傳國璽，慕容儁於是殺掉當日前來求援的後趙太尉張舉。慕容儁又派兵奪取中山和趙郡，又進攻魯口，擊敗王午派來迎擊的軍隊。

### 消滅冉魏
永和八年（352年），前燕王慕容儁派廣威將軍慕容軍、殿中將軍慕輿根、右司馬皇甫真等人率二萬人步、騎兵協助慕容評攻打冉魏鄴城。
同年，冉閔攻陷襄國，將殺後趙皇帝石祗的將領劉顯勢力消滅。同年四月甲子日（5月5日），慕容儁命慕容恪等攻伐冉魏，最終擊敗冉閔並將其俘虜。己卯日（5月20日），冉閔被押送到薊城，慕容儁指責冉閔：「你只是配當奴僕的低下才幹，憑甚麼去稱帝？」冉閔卻說：「天下大亂，你這些夷狄禽獸都能稱帝，那我這種中土英雄，怎能不稱帝呀！」慕容儁聽後大怒，鞭打他三百下並送到龍城處死。同時，先前叛燕的段勤既受慕容垂進攻據地繹幕，看見慕容恪進據常山後就因畏懼而請降。
甲申日（5月25日），慕容儁命慕容評等進攻鄴城，冉魏太子冉智與將領蔣幹閉城門自守，得晉將戴施率百餘人入鄴助守，並以傳國璽向東晉請糧。不過，慕容評終於八月庚午日（9月8日）攻下鄴城，俘冉智等人至中山。冉魏亡後，當時擁兵據守州郡的後趙官員都派使者向前燕請降。

### 稱帝自立
攻下鄴城後，慕容儁假稱冉閔皇后董氏獻傳國璽予他，賜董氏號「奉璽君」。十一月丁卯日（353年1月3日），慕容儁置百官，次日即位為皇帝，改年號為「元璽」，追尊慕容廆和慕容皝為皇帝並上廟號。當時東晉使者到了前燕，慕容儁就對他說：「你回去告訴你的天子，中原無主，我被士民推舉為主，已經做了皇帝了！」

### 大舉擴張
前燕南侵幽州時據守魯口的王午在永和八年（352年）自稱安國王，同年被殺，由呂護承襲稱號並繼續據守魯口。永和九年（353年），衛將軍慕容恪、撫軍將軍慕容軍、左將軍慕容彪等人屢次薦舉給事黃門侍郎慕容霸，說他有顯赫於世之才，應總攬重任。前燕皇帝慕容儁任命慕容霸為使持節、安東將軍、北冀州刺史、鎮守常山。永和九年（353年），慕容儁派慕容恪進兵討伐，終令呂護於永和十年（354年）歸降。後慕容儁又命慕容恪鎮守洛水，以慕容強為前鋒都督，進據黃河以南地方。永和十年（354年），慕容儁封弟弟慕容恪為太原王，慕容評為上庸王，封左將軍慕容彭為武昌王，封撫軍將軍慕容軍為襄陽王，封安東將軍慕容霸為吳王，左賢王慕容友為范陽王，散騎常侍慕容厲為下邳王，散騎常侍慕容宜為廬江王，寧北將軍慕容度為樂浪王。慕容桓為宜都王，慕容遵為臨賀王，慕容徽為河間王，慕容龍為歷陽王，慕容納為北海王，慕容秀為蘭陵王，慕容岳為安豐王，慕容德為梁公，慕容默為始安公，慕容僂為南康公。兒子慕容臧為樂安王，慕容亮為勃海王，慕容溫為帶方王，慕容涉為漁陽王，慕容暐為中山王。
永和十一年（355年），東晉蘭陵太守孫黑、濟北太守高柱、建興太守高甕及前秦河內太守王會、黎陽太守韓高都以所在郡投降前燕。而先前屯據蕕城，歸降前秦的前車騎將軍劉寧亦率二千戶人到薊城歸降請罪，慕容儁亦任命劉寧為後將軍。高句麗王高釗亦向前燕進貢。同年，據守廣固並向東晉稱藩的段龕寫信非議慕容儁稱帝之事，觸怒了慕容儁並令他派了慕容恪進討段龕，終於在次年攻陷廣固，俘虜了段龕。升平元年（357年），慕容儁又命慕容垂等率八萬兵到塞北進攻丁零敕勒，大敗對方並俘殺十多萬人，奪去十三萬匹馬和億萬頭牛羊。及後匈奴單于賀賴頭率部歸降前燕。
升平元年十一月癸酉日（357年12月14日），慕容儁遷都鄴城。升平二年（358年），東晉泰山太守諸葛攸進攻東郡，被慕容恪等擊敗，慕容恪更乘機掠奪河南土地。不久東晉北中郎將荀羨攻陷山茌，處死太守賈堅，亦被前燕軍隊擊敗並收復失地。升平三年（359年）諸葛攸再攻前燕，在東阿被慕容評等人擊敗。同年十月，東晉西中郎將謝萬與北中郎將郗曇北伐，但因郗曇因病退兵以及謝萬統率失誤而令軍隊驚潰敗退，前燕得以乘機奪取許昌、穎川、譙及沛諸郡各城。
另一方面，前秦平州刺史劉特率眾向前燕投降。慕容儁又於升平二年（358年）派了司徒慕容評等人進攻盤據并州自立的將領張平、李歷等，令張平的部下諸葛驤、蘇象等率當地一百三十八個壁壘歸降前燕。及後張平等先後出奔，前燕於是收降了其部眾。
此時前燕正与东晋、前秦形成三足鼎立之势，并且在当时是国力最强的。

### 統一未遂
升平二年（358年），慕容儁因於擴張領土的戰爭中屢次獲勝，於是更圖謀消滅東晉以及前秦。為此下令州郡核實男丁數目，每戶只留下一個男丁，其餘都被徴為士兵，務求令全國步兵達至一百五十萬人。慕容儁更命士兵於明年就要集合，並攻取洛陽。在劉貴的諫止下，慕容儁才與官員議論，最終改為「三五占兵」，並將集合期限寬貸至一年後，定於下一年冬季於鄴城集合。
不過慕容儁於升平三年（359年）就患病，他向弟弟慕容恪表示他擔心自己一病不起，而前秦和東晉尚未滅亡，憂心皇太子慕容暐未有足夠能力治理國家，於是打算仿效宋宣公，以慕容恪繼位。不過慕容恪堅決拒絕，更矢言會輔助慕容暐。升平四年（360年）正月，慕容儁於鄴城閱兵後不久就於當月甲午日（2月23日）病死，臨終遺命大司馬太原王慕容恪、司徒上庸王慕容評、司空陽騖、領軍將軍慕輿根為輔政大臣，虚龄四十二，諡為景昭皇帝，廟號烈祖。

### 陵墓
慕容儁于建熙元年三月葬于龙城（今辽宁省朝阳市）的龙陵（具体方位不详）。

## 性格特徵
- 慕容儁長子，獻懷太子慕容曄於永和十二年（356年）去世，慕容儁對此十分傷心。一次慕容儁在蒲池與群臣飲宴，因為談及東周時周靈王的太子晉，竟流下淚來，更表示自己在慕容曄死後「鬚髮中白」，更明白為何曹操和孫權昔日要分別為兒子曹沖和孫登早逝而痛惜不已。
- 慕容儁喜好文學典籍，即位以來都講論不斷，處理政務以外都是和侍臣交流典籍的義理，更有四十多篇著述。慕容儁亦於顯賢里設小學教育冑子。

## 逸事
- 慕容儁曾夢見石虎咬他的手臂，令慕容儁十分厭惡，於是下令挖開石虎的墓穴，罵道：「死胡竟然敢夢中嚇天子！」於是命御史中尉陽約數其殘酷之罪，鞭屍後丟到漳水去。《資治通鑑》更謂慕容儁在石虎墓找不到石虎屍首，於是懸賞百金求屍；後因鄴城女子李菟報告，在東明觀找到石虎屍首，發現他竟僵硬不腐；石虎屍首被投進漳水後，更靠在柱邊不流走。

## 家庭

### 后妃
- 皇后可足浑氏
- 景德皇后段氏
- 妾李菟

### 子女
- 献怀太子慕容曄
- 乐安王慕容臧
- 前燕幽帝慕容暐
- 渤海王慕容亮，370年被宜都王慕容桓所杀
- 带方王慕容溫，后燕乐浪王，389年被翟辽部将故堤设计刺杀，谥悼
- 渔阳王慕容涉
- 济北王慕容泓，后为西燕统治者
- 中山王慕容沖，后为西燕君主，谥威帝
- 清河公主慕容氏，为苻坚妃

约387年，西燕皇帝慕容永将其治下的慕容儁子孙不分男女全部杀死。

## 延伸阅读
[在维基数据编辑]
 《晉書/卷110》，出自房玄齡《晉書》